# HD135396
HD135396 — хімічно пекулярна зоря спектрального класу F0, що має видиму зоряну величину в смузі V приблизно  8,0.
Вона  розташована на відстані близько 1173,2 світлових років від Сонця.